# 애비게일 (2024년 영화)
《애비게일》(영어: Abigail)은 2024년 개봉한 미국의 흡혈귀 코미디 공포 영화이다. 맷 베티넬리올핀과 타일러 질렛이 공동 감독을 맡았으며, 1936년 영화 《드라큐라의 딸》을 바탕으로 한 작품이다.

## 줄거리
어린 발레 무용수 애비게일을 범죄자 무리 6명이 납치해 외딴 저택에 가둔다. 앞으로 24시간만 무사히 감시하면 이들은 애비게일의 아버지가 낼 몸값에서 각각 5천만 달러씩 받게 된다. 
그러나 애비게일의 아버지 정체가 신비에 싸인 강력한 범죄 두목 크리스토프 러자라는 걸 알게 되자 이들은 크게 동요한다. 곧 딘이 목이 잘린 시체 상태로 발견되고, 이들은 러자의 부하인 집행자 발데즈가 침입했음을 깨닫는다. 보안 장치는 이들이 밖으로 나갈 수 없게 발을 묶고, 이어 리클스도 살해된다. 
흡혈귀로 변모하며 본색을 드러낸 애비게일은 자신이 바로 발데즈임을 밝히고, 새미를 물어 노예로 만든다. 조이는 진정제로 애비게일을 겨우 무력화하지만, 곧 깨어난 애비게일은 자신을 납치하도록 주선한 게 바로 본인임을 알려준다. 애비게일은 자신을 신경쓰지 않는 아버지 러자의 사랑을 얻기 위해 각자 러자에게 잘못한 게 있는 이들을 이곳에서 죽일 생각이다. 

## 출연
- 멜리사 바레라 - 조이 역: 전 육군 의무병. 마약 중독에서 벗어나려고 노력 중이다. 아들이 하나 있다.
- 댄 스티븐스 - 프랭크 역: 전 뉴욕 경찰국 형사.
- 얼리샤 위어 - 애비게일 역: 소녀 모습을 한 수백 살 먹은 흡혈귀.
- 윌 캐틀릿 - 리클스 역: 전 해병대 저격수.
- 캐스린 뉴턴 - 새미 역: 재미로 범죄에 가담한 부잣집 해커.
- 케빈 듀랜드 - 피터 역: 아둔한 폭력 조직 집행자.
- 앵거스 클라우드 - 딘 역. 운전 담당 소시오패스.
- 잔카를로 에스포시토 - 램버트 역
- 매슈 구드 - 크리스토프 러자 역: 애비게일의 아버지.